# Midea
Midea Group, «Майдіа груп» (кит. спр. 美的集团, піньїнь: Měidì Jítuán, акад. Мейді Цзітуа́н) — китайська компанія, виробник побутової техніки в КНР. Заснована в 1968 році. Штаб-квартира в місті Фошань, провінція Гуандун. В даний час виробляє побутову техніку, побутові та промислові системи вентиляції та кондиціонування. Також володіє одним з виробників промислових роботів — німецьким концерном KUKA.
У списку публічних компаній світу Forbes Global 2000 за 2019 рік посіла 253-е місце (248-е за виручкою, 257-е за чистим прибутком, 784-е за активами і 219-е за ринковою капіталізацією); з китайських компаній в цьому списку посіла 38-е місце.

## Історія
Історія корпорації почалася в 1968 році, коли Хе Сянцзянь, спільно з 23 колегами, заснував компанію в місті Бейдзяо, провінції Гуандун, на півдні Китаю. Статутний капітал дорівнював 5000 юанів (2000 доларів США), а свою діяльність компанія почала з виробництва пластикових і залізних виробів. Через 12 років розвитку, в 1980 році Midea почала виробляти вентилятори, а в 1985 році-кондиціонери.
У 1993 році акції однієї з дочірніх компаній Midea (Guangdong Midea Electric Co.) були розміщені на Шеньчженській фондовій біржі. Також в цьому році почалося технологічне співробітництво компаній Midea і Toshiba в галузі побутового кондиціонування, результатом якого стало створення в 1998 році спільного підприємства з випуску компресорів під маркою Toshiba. Вже в 1999 році компанія почала виробництво кондиціонерів напівпромислової та промислової серій, а також отримала сертифікат якості IS014001. У 2004 році був куплений завод з виробництва компресорів Macro-Toshiba, перейменований в GMCC-Guangdong Midea-Toshiba Compressor Corporation.
Midea відкрила свої перші закордонні виробничі потужності в 2007 році у В'єтнамському промисловому парку за межами Хошиміна. Це ознаменувало початок періоду міжнародної експансії компанії. Вже наступного року Midea заснувала спільне підприємство з білоруським виробником СВЧ Horizont з метою виходу на ринки СНД.
У 2008 році було створено спільне підприємство з Carrier, американською компанією, заснованою Віллісом Керрі, який в 1902 році винайшов перший кондиціонер. У наступні роки з'явилися нові спільні підприємства з цією компанією з виробництва HVAC — систем опалення, вентиляції та кондиціонування, розташовані крім КНР також в Бразилії, Аргентині, Чилі, Індії та Єгипті.
У 2008 році був куплений китайський виробник пральних машин Little Swan; він був заснований в 1958 році, в 1978 році представив на ринок першу китайську автоматичну пральну машину.
У липні 2013 року дві основні складові групи Midea, GD Midea Group Co. і Guangdong Midea Electric Co. були об'єднані, у вересні цього року акції вже об'єднаної Midea Group були розміщені на Шеньчженьській фондовій біржі.
В кінці 2014 року китайський електронний гігант Xiaomi інвестував 1,2 млрд юанів шляхом придбання 1,2 % акцій Midea Group. Тоді ж було оголошено про кооперацію між компаніями.
У 2015 році почалася співпраця Midea і японської компанії Yaskawa — розробника роботів і автоматизованих промислових систем; компанії створили два спільних підприємства з виробництва роботів для Midea.
У жовтні 2016 року Midea придбала 80-відсотковий пакет акцій Clivet, що виробляє системи охолодження, нагрівання, вентиляції та очищення повітря. Clivet — європейська компанія, яка з 1989 року розробляє, виробляє і поширює кліматичну техніку для приватного, комерційного та промислового використання. Clivet має мережу з 7 представництв в різних куточках планети, дистриб'юторську мережу з 40 компаній в Італії і 50 компаній-партнерів в інших країнах і завод площею 50 000 м2 в місті Фельтре (Італія).
У 2016 році Midea зробила ще три великих придбання, першим з яких був бізнес Toshiba з виробництва побутової техніки за 477 млн доларів США. У серпні Midea встановила контроль над німецькою компанією KUKA, виробника систем автоматизації та робототехніки, одного з трьох провідних постачальників промислових роботів для автомобільної промисловості на світовому і провідним постачальником на європейському ринку. Останнім придбанням стала покупка в грудні у Electrolux бренду Eureka (Eureka (company)), що виробляє техніку для догляду за підлоговими покриттями.
У 2017 році компанія Midea оголосила про створення стратегічного партнерства з провідною ізраїльською компанією Servotronix Motion Control Ltd, заснованої в 1987 і яка спеціалізується на розробці систем управління рухом і автоматизації.

## Власники та керівництво
Найбільшим акціонером (34 %) є засновник компанії Хе Сянцзянь (He Xiangjian, нар. 5 жовтня 1942); очолював компанію до 2012 року. Його син Хе Дзяньфен входить до Ради директорів. На думку Forbes він є 6-ю за багатством людиною в Китаї і 50-ю у світі ($23,3 млрд на лютий 2020 року).
Пост голови ради директорів і президента з 2012 року займає Фан Хунбо (також відомий як Пол Фан, Fang Hongbo, нар. у 1967 році); в компанії з 1992 року.

## Діяльність

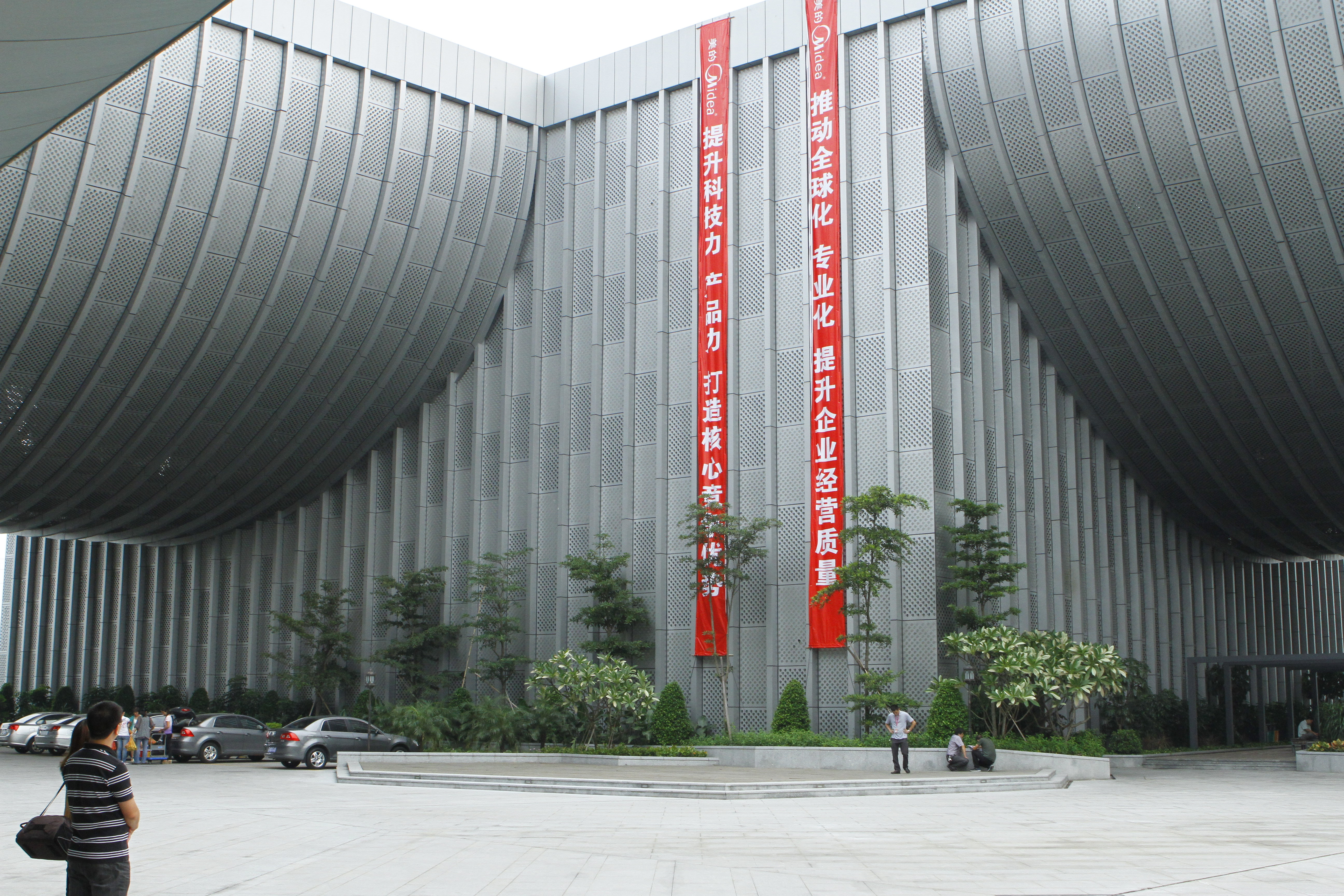
Науково-дослідний інститут Midea в Шунде

Основним бізнесом Midea є виробництво побутової техніки та комерційних кондиціонерів. Компанія продає продукцію на внутрішньому ринку під своїм власним ім'ям, а більша частина її експортного бізнесу — це OEM і ODM для багатьох відомих світових брендів. В останні роки Midea почала випуск продукції. Власний бренд на зростаючій кількості зарубіжних ринків, таких як Бразилія, Аргентина, Чилі, Індія, Єгипет і більшість країн Південно-Східної Азії. Компанія реалізує продукцію в більш, ніж 200 країнах. Поза територією КНР є 15 підприємств і працює 33 тисячі співробітників. На КНР припадає 57,5 % продажів, за категоріями продукції 42 % виручки дають кондиціонери, 40 % інша побутова техніка, 10 % роботи і системи автоматизації виробництва.
|                 | 2011  | 2012  | 2013  | 2014  | 2015  | 2016  | 2017  | 2018  |
| --------------- | ----- | ----- | ----- | ----- | ----- | ----- | ----- | ----- |
| Оборот          | 134,0 | 102,6 | 121,0 | 141,7 | 138,4 | 159,0 | 240,7 | 259,7 |
| Чистий прибуток | 3,473 | 3,259 | 5,317 | 10,50 | 12,71 | 14,68 | 17,28 | 20,23 |
| Актив           | 92,62 | 87,74 | 96,95 | 120,3 | 128,8 | 170,6 | 248,1 | 263,7 |
| Власний капітал | 12,53 | 14,31 | 32,85 | 39,47 | 49,20 | 61,13 | 73,74 | 83,07 |